# Grézet-Cavagnan
Grézet-Cavagnan is een gemeente in het Franse departement Lot-et-Garonne (regio Nouvelle-Aquitaine) en telt 256 inwoners (1999). De plaats maakt deel uit van het arrondissement Marmande.

## Geografie
De oppervlakte van Grézet-Cavagnan bedraagt 12,3 km², de bevolkingsdichtheid is 20,8 inwoners per km².
De onderstaande kaart toont de ligging van Grézet-Cavagnan met de belangrijkste infrastructuur en aangrenzende gemeenten.

## Demografie
Onderstaande figuur toont het verloop van het inwonertal (bron: INSEE-tellingen).